# Álvaro Peña Sáez
Álvaro Peña Sáez (11 de enero de 1968, en Murcia) , con el nombre artístico de “Álvaro Peña”,  es un pintor y escultor (multidisciplinar) español.

## Biografía
Álvaro Peña Sáez nació el 11 de enero de 1968, en Murcia.  Es Licenciado en Ciencias Políticas  y Sociología de la Universidad Complutense de Madrid. Por otra parte es académico Correspondiente de la Real Academia de Alfonso X“el Sabio” de Murcia, habiendo impartido diferentes cursos de pintura así como de ilustración y cómic. Premio Institucional a la Solidaridad. Madrid 2010 Otorgado por FEBHI. Seleccionado Premio Inocente, inocente 2011. Fundación Inocente.
De acuerdo con la especialista Ruby Fernández, el pintor Álvaro Peña logra crear un particular estilo dominado por contrastes de color propios del fauvismo y siluetas expresionistas propias de pintores austriacos.  Antonio Serra Junior de una sus pinturas opina que «Ante el carácter multifacético (desde el punto de vista cultural) que Álvaro Peña demuestra, podríamos decir que su perfil es el de un artista con una inquietud intelectual y creadora infinitas por manifestar sus sentimientos más vitales, entendidos en su contexto más amplio...Álvaro Peña es un creador en el más amplio sentido de la palabra. Su trabajo abarca múltiples disciplinas, como la pintura, la ilustración, las viñetas periodísticas, la narrativa, etc. Diferentes campos con los que hacernos llegar sus inquietudes y sus sentimientos más vitalistas.»
Forma parte del Colectivo ArtNostrum, de Artistas Plásticos Mediterráneos, compuesto por 15 artistas de Cartagena, Mazarrón, Murcia, Málaga y Alicante, entre otros lugares del Levante peninsular. 

## Exposiciones individuales
- 2014 - ORBE DANDI. Espacio de Arte "La Algorfa de San Sebastián" Cieza (Murcia)
- 2013 – CON-FIGURACIONES. Espacio Cultural Adolfo Domínguez. Zaragoza
- 2013 – LOS PLACERES DEL AVERNO – Museo de la Luz y el Agua (Blanca) Murcia
- 2012 – LÍRICA DELIRANTE – Sala de exposiciones El Jardín. Molina de Segura (Murcia).
- 2012 - EL CABARET DE LOS SUEÑOS PERDIDOS – Segundo pase. Galería Romea 3 (Murcia).
- 2011 - EL CABARET DE LOS SUEÑOS PERDIDOS – Fundación Cajamurcia. Madrid
- 2011 – RUEDO – Sala de Exposiciones Unión Alcoyana. Alcoy
- 2010 – CUANDO EL MUNDO ACABA EN TU JARDÍN – La Recova. Espacio de Arte. Madrid
- 2010 – SECUENCIAS BAJO LA CAPA. Real Casino de Murcia
- 2010 – EL ARTE “T” – Museo Taurino de Alicante
- 2009 – A CONTRACORRIENTE – Museo Arqueológico los Baños. Alhama de Murcia
- 2009 – EFÍMERA – Café del Archivo. Archivo Regional del Murcia
- 2008 – EN EL ALBERO – Semana Grande Cajamurcia – Cehegín
- 2008 – FLORA Y TRAPÍO – Galería Chys – Murcia
- 2008 – POR HUMOR AL PRÓJIMO – Sala de Exposiciones. San Pedro del Pinatar
- 2007 - PIDO LA PALABRA – El Corte Inglés – Murcia
- 2006 - ÁLBUM DE LUCES. Galería Tierra –Murcia
- 2004 - ÁLVARO A LO NATURAL. Archena Centro Cultural
- 2004 - BLANCALIA. Sala Municipal Blanca

## Obras editadas
- 2010 - LOS PEREGRINICOS DE CARAVACA DE LA CRUZ. Edita: Ayuntamiento de Caravaca de la Cruz  (Murcia)
- 2010 – LA VISITA DEL DOCTOR YABA Edita. Consejería de Educación (Murcia)
- 2009 – PAPARRUCHAS Edita: Tres Fronteras Ediciones
- 2009 – PEPELINO Y SUS COLEGAS. Edita Fundación Solidaridad Carrefour (Madrid)
- 2008 - ALFONSO X “EL SABIO” Edita: Templarios. Moros y Cristianos de Murcia
- 2008 - POR HUMOR AL PRÓJIMO Edita: FX Gráfic - Cataluña
- 2007 - PIDO LA PALABRA Edita: Editora Regional de Murcia
- 2006 - LOS MURSIYA Y LA SEGURIDAD INFORMÁTICA Edita: Dirección General de Nuevas Tecnologías (Murcia)
- 2004 - VÁLGAME DIOS! Edita: Editorial Nausicaä (Murcia)